# 玉露園食品工業
玉露園食品工業株式会社（ぎょくろえんしょくひんこうぎょう）は、東京都文京区に本社を置く日本の食品メーカーである。1963年（昭和38年）1月10日設立。玉露園というブランドで「こんぶ茶」を主力としている。

## 歴史
- 1918年（大正7年）、創業者の藤田馬三（ふじた うまぞう）が昆布を擦りつぶして粉末にし、お湯を注ぐだけで手軽にできる昆布茶を開発。その原理は、馬三が薬種問屋で働き、薬の調合の際に薬草を擦り下ろす技術をヒントにしたという。使用する昆布は、北海道知床岬付近で採れる、羅臼産の昆布を使用。インスタントコーヒーやココアなどがまだ無かった時代、馬三が発明した昆布茶は画期的な飲料であり、インスタント飲料の元祖ともいわれる。玉露園の成功をきっかけに、同業他社も昆布茶の製造・販売を始めた。同社と競合する企業は不二食品がその一例。
- 1954年（昭和29年）、こんぶ茶のテレビ・ラジオでのCM放送を開始。
- 1963年（昭和38年）1月10日、玉露園食品工業株式会社設立。
- 1972年（昭和47年）、日本武道館で開催された「ヤング歌の祭典」の企画に賛同。郷ひろみ、西城秀樹、野口五郎の「新御三家」など当時の人気歌手10数名を昼夜2回にわたって出演させ、3万人の観客を動員させた。
- 現在は昆布茶の他、グリーンティーや麦茶、ウーロン茶の販売も行っている。

## 関連会社
- 新潟玉露園
- 大阪ぎょくろえん
- 名古屋玉露園
- 藤田興産

## 広報活動
- 毎年1月から3月までの期間限定で全国ネット（主に在阪テレビ局）のテレビ番組に提供されている。過去には、「文珍なぞなぞランド」（ABCテレビ・テレビ朝日系列）や「知っとこ!」（毎日放送・TBS系列）、「冒険JAPAN! 関ジャニ∞MAP」・「パネルクイズ アタック25」（ABCテレビ・テレビ朝日系列）などのテレビ番組が番組スポンサーについていた。なお、2013年度は在京テレビ局であるTBSの「ひるおび!」に、その後2019年度からフジテレビ系列の情報番組「情報プレゼンター とくダネ!」（月曜日9時台前半→火曜日9時台前半）に経て「めざまし8」（2022年1月から）にてスポンサーについている。
- また、読売新聞や朝日新聞などの全国紙にも広告を掲載している。